# モンスターワールドIV
『モンスターワールドIV』 (Monster World IV) は、1994年4月1日に日本のセガから発売されたメガドライブ用アクションロールプレイングゲーム。

## 概要
勇者の少女「アーシャ」と彼女の相棒「ペペログゥ」が、アラビアンナイト風世界観の「モンスターワールド」を冒険する一人プレイ用アクションRPG。
ウエストン開発・セガ発売による『モンスターワールドシリーズ』の第4作目にしてシリーズ完結編。同シリーズの派生元である「ワンダーボーイシリーズ」の最終作でもあり、名実ともにシリーズの集大成である。ただし、女性主人公のためタイトルには「ワンダーボーイ」とは付けられていない。ディレクターは第2作目『モンスターワールドII ドラゴンの罠』（1989年）以来で西澤龍一が担当、音楽はPCエンジンSUPER CD-ROM2用ソフト『スターパロジャー』（1992年）を手掛けた渡辺人が担当している。
後に出たゲーム機にも数多く移植されている。代表的なものとしては2008年にWii用ソフトとしてバーチャルコンソールにて配信された他、2012年にPlayStation系ゲーム機用の過去作配信シリーズ「セガエイジスオンライン」版が配信された。2019年9月19日にはセガゲームスが自ら手掛けリリースする復刻系ゲーム機・メガドライブ ミニにプリインストール（本体にあらかじめインストール）される42作品の一つとして収録された。
2021年4月22日にはリメイク版の『ワンダーボーイ アーシャ・イン・モンスターワールド』がスタジオアートディンク（日本国外はININ Games）より発売。西澤龍一、大空真紀などオリジナルスタッフが参加しており、登場キャラクターの大半の声をファイルーズあいが担当している。対応機種はNintendo Switch、PlayStation 4、Windows（Steam）。

## ゲーム内容
2D横スクロールタイプのアクションロールプレイングゲームで、プレイヤーは主人公の少女アーシャを操作してゲームを進めてゆく。基本的には拠点となる町と各種ダンジョンを行き来しながらプレイすることとなり、町では冒険の準備やイベントの進行を行い、ダンジョン内では敵と戦ったり様々な謎やパズルを解いたりして先に進む必要がある。
アーシャは移動やジャンプ、ロープの上り下りなどの基本アクションのほかに剣による攻撃、盾による防御が可能で、これらのアクションを駆使して攻略を行う。敵との戦いでは時折「マジカルヒット」と「マジカルディフェンス」が発生することがあり「マジカルヒット」はアーシャが敵に与えるダメージが通常より増加する効果があり「マジカルディフェンス」はアーシャが敵から受けるダメージをゼロにする効果がある。アーシャの耐久力(バイタリティ)は画面上部にハートで表示され、全てのハートを失うと一部の状況を除いてその場でゲームオーバーになり最後にセーブした地点からやり直しとなる。ハートは特定の防具を装備することで最大値を増加させることができるほか、ゲーム中のいたるところに隠されている「命のしずく」を規定数集めることでも最大値を増加させることもできるようになっている。
本作では経験値やレベルアップなどの概念はなく、アーシャの能力の強化は敵や宝箱などから入手できるお金(ゴールド)を使い、町の店で装備を購入することで行う。各種装備は「剣」は攻撃力、「盾」はマジカルディフェンス発生率、「鎧(リメイク版は腕輪)」はハートの最大値にそれぞれ対応している。
これらのほかに、ある程度ゲームを進めることで仲間に加わる、不思議な動物「ペペログゥ」を使ったアクションも本作の特徴。これらのアクションはドット絵による豊富なアニメーションで描かれており「職人芸」と評されるほどの高い評価を得た。

### ペペログゥ
ある程度ゲームを進めることで仲間に加わるアーシャの相棒。基本的にはアーシャの後方を飛びながらついてくるが、特定のボタンを押すことでペペログゥを呼び寄せ、掴むことで様々なアクションが可能。ペペログゥは直接敵を攻撃したりすることはできないが、アーシャが掴みながらジャンプすることで空中をゆっくりと滑空したり(ペペログゥパラシュート)、空中での二段ジャンプなどが可能となるほか、ペペログゥを投げることでスイッチや特定のギミックを作動させたりすることもできるようになっている。さらにペペログゥはゲームの進行とともに成長し、できることが増えていくため、冒険には欠かせない存在となる。

## ストーリー
舞台は数々の勇者の伝説が残る地、モンスターワールド。立派な戦士になることを目指し、故郷の村を旅立った少女・アーシャは、沈黙の塔での試練を乗り越えた末に戦士の証となる魔法のランプを手にする。ランプの精の力で砂漠にある王都ラパダーナに辿り着いたアーシャは、国を治める王妃プラプリル13世から正式に戦士として認められるとともに国の異変の調査を依頼される。また、その道中で不思議な力を持つ生物・ペペログゥが仲間に加わり、アーシャとペペログゥはモンスターワールドを守るために大冒険を繰り広げるのだった。

## 登場人物
アーシャ
声 - ファイルーズあい（リメイク版）
エスタハーンの村に住む少女で、戦士になるために自ら剣をとり旅立つ。王都の宝物庫に眠っていた卵から誕生したペペログゥと共に旅を続ける。
ペペログゥ
声 - ファイルーズあい（リメイク版）
どこからか現れた奇妙な動物。町では愛玩動物として爆発的なブームを巻き起こしている。一般的な個体は黄色い体をしているが、アーシャが出会った個体は青い体をしている。
プラプリル13世
声 - ファイルーズあい（リメイク版）
心優しい性格をした王都ラパダーナの王妃。アーシャに異変の調査を依頼する。

## 移植版
| No. | タイトル                                                                    | 発売日                                   | 対応機種                                    | 開発元     | 発売元      | メディア                                | 型式                             | 備考 |
| --- | --------------------------------------------------------------------------- | ---------------------------------------- | ------------------------------------------- | ---------- | ----------- | --------------------------------------- | -------------------------------- | --- |
| 1   | セガエイジス2500シリーズ Vol.29 モンスターワールド コンプリートコレクション | 2007年3月8日                             | PlayStation 2                               | M2         | セガ        | CD-ROM                                  | SLPM-62760                       | 本作のほか モンスターワールドシリーズ3作、 『ワンダーボーイ』『モンスターレア』を加えたアーケード版（全6作）、 移植版（MD・マスターシステム/ゲームギア版）これらの海外版など 全16本を収録。 |
| 2   | モンスターワールドIV                                                        | 2008年1月15日 2012年5月8日 2012年5月10日 | Wii                                         | ウエストン | セガ        | ダウンロード （バーチャルコンソール）   | MB3J MB3E MB3P                   | 2019年1月31日配信・販売終了 |
| 3   | SEGA AGES ONLINE モンスターワールドIV                                       | 2012年5月22日 2012年5月23日              | PlayStation 3 (PlayStation Network)         | M2         | セガ        | ダウンロード （セガエイジスオンライン） | NPUB-30324 NPJB-00092 NPEB-00416 | |
| 4   | モンスターワールドコレクション Sega Vintage Collection - Monster World      | INT 2012年5月23日                        | Xbox 360 (Xbox Live)                        | ウエストン | セガ        | ダウンロード                            | -                                | |
| 5   | ワンダーボーイ アルティメット コレクション                                  | 2023年2月17日                            | Nintendo Switch PlayStation 4 PlayStation 5 | ININ Games | Bliss Brain | ゲームカード BD-ROM ダウンロード        | -                                | |

## スタッフ
- ディレクター：西澤龍一
- プログラム：H.TOHYAMA
- アート・ディレクター：大空真紀
- 音楽：渡辺人
- CGデザイン：こやまかなこ、盛岡三奈、せきやまたかい、K.SAITOH
- スペシャル・サンクス：MIE、YUI
- マニュアル・ライター：平田豊
- モデラー：H.NAKAJIMA
- 撮影：N.SUZUKI
- スーパーバイザー：石塚路志人

## 評価
- ゲーム誌『ファミコン通信』の「クロスレビュー」では6・6・8・7の合計27点（満40点）[6]、『メガドライブFAN』の読者投稿による「ゲーム通信簿」での評価は以下の通りとなっており、23.9点（満30点）となっている[8]。

| 項目 | キャラクタ | 音楽 | お買得度 | 操作性 | 熱中度 | オリジナリティ | 総合 |
| 得点 | 4.6        | 3.9  | 3.7      | 4.0    | 4.0    | 3.7            | 23.9 |

- ゲーム本『メガドライブ大全』（2004年、太田出版）では、本作が『モンスターワールドシリーズ』の有終の美を飾った作品である事を指摘した上で、「ドット絵の完成度が抜群に高く、アーシャの仕草も可愛らしい」とグラフィックやキャラクター造形に関して肯定的に評価した[9]。